# 圣洛朗德万
圣洛朗德万（法語：Saint-Laurent-d'Oingt，法語發音：[sɛ̃ loʁɑ̃ dwɛ̃]，意为“万村的圣洛朗”）是法国罗讷省的一个旧市镇，属于索恩河畔自由城区。2017年，圣洛朗德万与临近的2个市镇合并为新市镇瓦勒德万。

## 地理
圣洛朗德万（45°56'39"N, 4°33'47"E）面积9.05 平方千米，位于法国奥弗涅-罗讷-阿尔卑斯大区罗讷省，该省份为法国中东部省份，北起顺时针与索恩-卢瓦尔省、安省、里昂大都会、伊泽尔省和卢瓦尔省接壤。
与圣洛朗德万接壤的市镇（或旧市镇、城区）包括：维尔叙雅尔尼乌、勒布瓦德万、万村、圣波勒、圣韦朗、泰尔南。

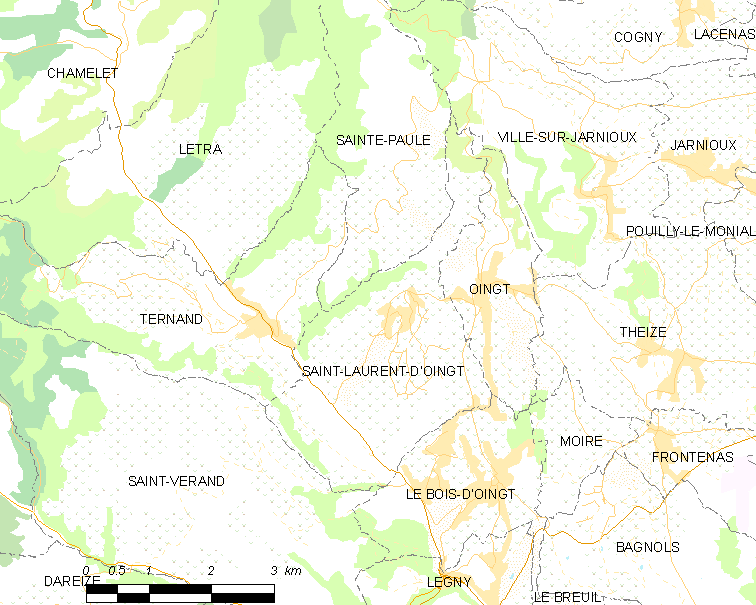
圣洛朗德万的OSM定位图

圣洛朗德万的时区为UTC+01:00、UTC+02:00（夏令时）。

## 行政
圣洛朗德万的邮政编码为69620，INSEE市镇编码为69222。

## 政治
圣洛朗德万所属的省级选区为瓦勒德万县。

## 人口

1962-2008年间圣洛朗德万人口变化图示

圣洛朗德万于2018年1月1日时的人口数量为867人。